# Poeppigia
Poeppigia é um género botânico pertencente à família Fabaceae.